# 신상규 (법조인)
신상규(1949년 ~)는 제39대 광주고등검찰청 검사장을 역임한 법조인이다.

## 생애
1949년 강원도 철원시에서 태어나 1968년 경북고등학교와 1972년 서울대학교 법학과를 졸업하고 1979년 제21회 사법시험에서 합격하여 사법연수원을 수료한 1981년 수원지방검찰청 검사에 임용됐다.

## 경력
- 1981년 수원지방검찰청 검사
- 1983년 전주지검군산지청 검사
- 1985년 광주지검순천지청 검사
- 1986년 서울지방검찰청 검사
- 1988년 부산지방검찰청 검사
- 1991년 서울지방검찰청 검사
- 1993년 춘천지검 원주지청장 ,전주지검 부장검사
- 1994년 대전지방검찰청 특수부장
- 1995년 수원지방검찰청 강력부장
- 1996년 대검찰청 공판송무과장
- 1997년 서울지검남부지청 형사5부장
- 1998년 서울지검남부지청 형사4부장,대검찰청 중수2과장
- 1999년 서울지방검찰청 특수2부장
- 2000년 서울지방검찰청 형사4부장,광주지검 목포지청장
- 2001년 수원지검성남지청 차장검사
- 2002년 대구지검 2차장검사,서울지검 3차장검사
- 2004년 수원지검 안산지청장
- 2005년 부산고등검찰청 차장검사
- 2006년 2월 6일 ~ 2007년 3월 4일 제22대 창원지방검찰청 검사장
- 2007년 3월 5일 ~ 2008년 3월 10일 제50대 광주지방검찰청 검사장
- 2008년 3월 11일 ~ 2009년 1월 16일 제25대 인천지방검찰청 검사장
- 2009년 1월 19일 ~ 2009년 7월 14일 광주고등검찰청 검사장
- 2009년 변호사 개업
- 2009년 ~ 법무법인(유한) 동인 변호사